# Copa NORCECA Final Four de Voleibol Femenino 2015
La Copa NORCECA Final Four de Voleibol Femenino 2015 fue el torneo que determinó a las selecciones clasificadas por parte de la Confederación de Norteamérica, Centroamérica y el Caribe de Voleibol a la Copa Mundial de Voleibol Femenino de 2015 a realizarse en Japón. El certamen se llevó a cabo en la ciudad de La Habana en Cuba del 5 al 7 de junio de 2015 y fue organizado por la Federación Cubana de Voleibol bajo la supervisión de la NORCECA.
En un principio se programó que la competencia se efectuase en la ciudad de San Juan (Puerto Rico). Sin embargo, el escaso apoyo de las autoridades de la ciudad impidieron la realización del torneo. Posteriormente se le otorgó a Cuba los derechos de la organización.
Los equipos que culminen en los dos primeros lugares obtendrán los dos cupos que otorga el torneo para la Copa Mundial Femenina de 2015.

## Equipos participantes
Los cuatro equipos que participan en este torneo son las 3 mejores selecciones del ranking NORCECA correspondiente al mes de enero de 2015 y la selección del país anfitrión. Aunque Estados Unidos es el primer lugar del ranking no participa de esta competencia al estar ya clasificado a la Copa Mundial de 2015.
Entre paréntesis se indica el puesto de cada selección en el ranking NORCECA tomado en consideración.
- República Dominicana (2)
- Puerto Rico (3)
- Cuba (anfitrión) (4)
- Canadá (5)

## Formato de competición
El torneo consta solamente de un grupo único conformado por las 4 selecciones participantes, cada equipo juega contra sus tres rivales con un sistema de todos contra todos. El orden de los equipos en el grupo se determina de la siguiente manera:
- Mayor número de partidos ganados
- Mayor número de puntos obtenidos, los cuales son otorgados de la siguiente manera:
  - Partido con resultado final 3-0: 5 puntos al ganador y 0 puntos al perdedor.
  - Partido con resultado final 3-1: 4 puntos al ganador y 1 puntos al perdedor.
  - Partido con resultado final 3-2: 3 puntos al ganador y 2 puntos al perdedor.

Si dos o más equipos terminan igualados en puntos se aplican los siguientes criterios de desempate:
- Proporción entre los puntos ganados y los puntos perdidos (Puntos ratio).
- Proporción entre los sets ganados y los sets perdidos (Sets ratio).
- Si el empate persiste se le da prioridad al equipo que haya ganado el último partido entre los equipos implicados.
- Si el empate persiste entre tres equipos se realiza una nueva clasificación solo tomando en cuenta los partidos entre los equipos involucrados.

## Resultados
- Sede: Coliseo de la Ciudad Deportiva.
- Las horas indicadas corresponden al huso horario local de Cuba (Hora de verano del tiempo del este – EDT): UTC-4.

### Grupo único
– Clasificados a la Copa Mundial de Voleibol Femenino de 2015.
|     |                      |     | Partidos | Partidos | Partidos | Sets | Sets | Sets  | Puntos | Puntos | Puntos |
| Pos | Equipo               | Pts | PJ       | PG       | PP       | SG   | SP   | Ratio | PG     | PP     | Ratio  |
| --- | -------------------- | --- | -------- | -------- | -------- | ---- | ---- | ----- | ------ | ------ | ------ |
| 1   | República Dominicana | 10  | 3        | 2        | 1        | 7    | 4    | 1.750 | 249    | 244    | 1.020  |
| 2   | Cuba1                | 9   | 3        | 2        | 1        | 7    | 5    | 1.400 | 275    | 258    | 1.066  |
| 3   | Puerto Rico1         | 9   | 3        | 2        | 1        | 6    | 4    | 1.500 | 235    | 222    | 1.058  |
| 4   | Canadá               | 1   | 3        | 0        | 3        | 2    | 9    | 0.222 | 229    | 264    | 0.867  |

| Fecha      | Hora  | Partido         | Partido   | Partido         | Sets  | Sets  | Sets  | Sets  | Sets | Puntuación total | Reporte                                                      |
| Fecha      | Hora  |                 | Resultado |                 | 1     | 2     | 3     | 4     | 5    | Puntuación total | Reporte                                                      |
| ---------- | ----- | --------------- | --------- | --------------- | ----- | ----- | ----- | ----- | ---- | ---------------- | ------------------------------------------------------------ |
| 5 de junio | 13:30 | Rep. Dominicana | 3 – 1     | Canadá          | 25-20 | 17-25 | 25-19 | 25-22 | -    | 92 – 86          | P2 P3                                                        |
| 5 de junio | 15:30 | Cuba            | 1 – 3     | Puerto Rico     | 17-25 | 25-23 | 23-25 | 17-25 | -    | 82 – 98          | P2 P3                                                        |
| 6 de junio | 13:30 | Puerto Rico     | 0 – 3     | Rep. Dominicana | 26-28 | 20-25 | 15-25 | -     | -    | 61 – 78          | P2 P3                                                        |
| 6 de junio | 15:30 | Cuba            | 3 – 1     | Canadá          | 21-25 | 25-11 | 25-22 | 25-23 | -    | 96 – 81          | P2 P3                                                        |
| 7 de junio | 15:30 | Canadá          | 0 – 3     | Puerto Rico     | 21-25 | 17-25 | 24-26 | -     | -    | 62 – 76          | P2 P3                                                        |
| 7 de junio | 18:00 | Cuba            | 3 – 1     | Rep. Dominicana | 22-25 | 25-18 | 25-13 | 25-23 | -    | 97 – 79          | P2 Archivado el 22 de septiembre de 2015 en Wayback Machine. |

## Clasificación final
| Pos.              | Equipo               |
| ----------------- | -------------------- |
| Medalla de oro    | República Dominicana |
| Medalla de plata  | Cuba                 |
| Medalla de bronce | Puerto Rico          |
| 4                 | Canadá               |

## Distinciones individuales
Fuente: NORCECA
| Distinción        | Nombre             | Equipo               |
| ----------------- | ------------------ | -------------------- |
| MVP               | Lisvel Eve Mejía   | República Dominicana |
| Mejor Opuesta     | Karina Ocasio      | Puerto Rico          |
| Máxima anotadora  | Melissa Vargas     | Cuba                 |
| Mejor atacante    | Melissa Vargas     | Cuba                 |
| Mejor atacante    | Aurea Cruz         | Puerto Rico          |
| Mejor bloqueo     | Daymara Lescay     | Cuba                 |
| Mejor bloqueo     | Lucille Charuk     | Canadá               |
| Mejor Recepción   | Emily Borrel       | Cuba                 |
| Mejor Defensa     | Brenda Castillo    | República Dominicana |
| Mejor Líbero      | Janie Guimod       | Canadá               |
| Mejor acomodadora | Jennifer Lundquist | Canadá               |
| Mejor servidora   | Sheila Ocasio      | Puerto Rico          |